# شاپرک پشمالوی قطبی
شاپرک پشمالوی قطبی (نام علمی: Gynaephora) نام یک سرده از راسته پروانه‌سانان است.